# Rijnwoude
Rijnwoude (uitspraakⓘ) was een gemeente in de Nederlandse provincie Zuid-Holland. De gemeente telde 18.523 inwoners (1 november 2013) en heeft een oppervlakte van 57,67 km² (waarvan 4,23 km² water).
De gemeente bestond uit de dorpen Benthuizen, Hazerswoude-Dorp, Hazerswoude-Rijndijk (gemeentehuis) en Koudekerk aan den Rijn, en omvatte voorts de volgende buurtschappen: Bent, Benthorn, Groenendijk en Hogeveen.
Rijnwoude ontstond in 1991 als Rijneveld uit een fusie van de toen opgeheven gemeenten Benthuizen, Hazerswoude en Koudekerk aan den Rijn. In 1993 werd de naam van de gemeente gewijzigd in Rijnwoude. De naam werd bedacht door de Hazerswoudse historicus C. Kroon.
Tot 1 januari 2014 was Rijnwoude een zelfstandige gemeente; sindsdien behoort het tot de fusiegemeente Alphen aan den Rijn.

## Fusievoornemens
In januari 2008 kwam uit overleg voort dat Boskoop en Rijnwoude op vrijwillige basis zouden kunnen fuseren vanaf 2011. Vooral Boskoop zocht een fusiepartner om diverse ambities waar te kunnen maken. Aanvankelijk wilde de gemeente Boskoop dat Waddinxveen ook bij de fusie betrokken zou worden maar Gedeputeerde Staten van de provincie Zuid-Holland wezen dit in november 2007 af. Vanuit Waddinxveen was veel weerstand tegen de voorgenomen fusie. Op 10 januari 2008 gaf Boskoop aan de nieuwe fusiegemeente ook te willen uitbreiden met Zoeterwoude. Zoeterwoude liet bij monde van burgemeester Liesbeth Bloemen weten hier geen interesse in te hebben. Een studie in Rijnwoude leverde vervolgens op dat een samengaan met Boskoop financieel nadelig zou zijn voor de inwoners van Rijnwoude en ook op andere punten geen meerwaarde zou hebben. Tot ongenoegen van Boskoop besloot de gemeenteraad van Rijnwoude bij gebrek aan draagvlak verder onderzoek naar een eventuele fusie te beëindigen, maar wel de mogelijkheid open te houden voor een eventuele fusie met andere gemeenten tot een substantieel groter geheel.
Het vertrouwen dat regionale bestuurders tot een consistente oplossing konden komen nam door deze perikelen af, en vanaf 2010 namen Gedeputeerde Staten de regie zelf ter hand. De provincie wilde een krachtig lokaal bestuur in deze regio vanwege het programma Oude Rijnzone en de Greenportontwikkeling, en betrok daarom Alphen aan den Rijn bij de fusiebesprekingen. Ditmaal hadden de besprekingen wel resultaat en op 1 juli 2011 besloten Rijnwoude, Boskoop en Alphen aan den Rijn dat zij per 1 januari 2014 zouden fuseren.

## Onenigheid over nieuwe gemeentenaam
Inwoners van de drie gemeenten konden meedenken over een nieuwe naam voor de fusiegemeente. Er volgde een groot aantal voorstellen. De drie gemeenteraden spraken vervolgens af dat zij uitsluitend díe namen aan een volksraadpleging zouden voorleggen, die voor alle drie de raden acceptabel waren. Ook spraken zij een gewogen stemmethode af. Uitslag zou als zwaarwegend advies worden voorgelegd aan de respectiefelijke raden. De bevolking kreeg vervolgens de keuze uit "Rijn en Gouweland", "Groenerijn", "Gouwerijn" en "Alphen aan den Rijn". Om het overgewicht van Alphen aan den Rijn in te dijken werd echter een speciale stemsleutel afgesproken waarbij stemmen uit Boskoop en Rijnwoude voor 4 en 5 keer meer meetellen dan een stem uit Alphen aan den Rijn. In totaal koos de meerderheid voor Alphen aan den Rijn omdat inwoners van die plaats massaal daarop gestemd hebben, maar door de speciale stemprocedure kwam in mei 2012 "Rijn en Gouweland" uit de bus.
Toen het advies echter op 27 en 28 juni 2012 ter vaststelling aan de drie gemeenteraden werd voorgelegd, weigerde Alphen aan den Rijn de gekozen naam te bevestigen omdat binnen die gemeente een meerderheid van de bevolking voor handhaving van de naam "Alphen aan den Rijn" had gekozen. Met name de gemeenteraad in Boskoop was hierover zeer ontstemd en nam unaniem een motie van afkeuring aan over de handelwijze van de raad in Alphen. De motie spreekt van geschonden afspraken en geschaad vertrouwen. Boskoop en Rijnwoude menen dat de fusie bij handhaving van de naam "Alphen aan den Rijn" te veel lijkt op een annexatie en dat ligt gevoelig. Boskoop zal de minister van Binnenlandse Zaken vragen om in te grijpen. Echter is de standaardprocedure dat van rechtswege de naam van de grootste gemeente (Alphen aan den Rijn) wordt aangehouden als er geen andere naam wordt vastgesteld. Aldus werd de naam van de nieuwe gemeente toch Alphen aan den Rijn.

## Aangrenzende gemeenten
| Aangrenzende gemeenten   | Aangrenzende gemeenten | Aangrenzende gemeenten | Aangrenzende gemeenten | Aangrenzende gemeenten |
| ------------------------ | ---------------------- | ---------------------- | ---------------------- | ---------------------- |
| Leiderdorp               |                        | Kaag en Braassem       |                        |                        |
|                          |                        |                        |                        |                        |
| Zoeterwoude              | Alphen aan den Rijn    |                        |                        |                        |
|                          |                        |                        |                        |                        |
| Zoetermeer Lansingerland |                        | Zuidplas               |                        | Boskoop Waddinxveen    |

## Gemeenteraad
De gemeenteraad van Rijnwoude bestond uit 17 zetels. Hieronder staat de samenstelling van de gemeenteraad sinds 1990:
| Gemeenteraadszetels   | Gemeenteraadszetels | Gemeenteraadszetels | Gemeenteraadszetels | Gemeenteraadszetels | Gemeenteraadszetels | Gemeenteraadszetels |
| Partij                | 1990                | 1994                | 1998                | 2002                | 2006                | 2010                |
| --------------------- | ------------------- | ------------------- | ------------------- | ------------------- | ------------------- | ------------------- |
| D66                   | 2                   | 4                   | 2                   | 2                   | 1                   | 4                   |
| VVD                   | 3                   | 3                   | 4                   | 3                   | 3                   | 4                   |
| CDA                   | 7                   | 5                   | 5                   | 6                   | 5                   | 4                   |
| PvdA                  | 3                   | 3                   | 4                   | 4                   | 4                   | 3                   |
| ChristenUnie-SGP      | -                   | -                   | -                   | 2                   | 2                   | 2                   |
| Lijst van der Breggen | -                   | -                   | -                   | -                   | 2                   | -                   |
| SGP/RPF               | 2                   | 2                   | 2                   | -                   | -                   | -                   |
| Totaal                | 17                  | 17                  | 17                  | 17                  | 17                  | 17                  |

## Monumenten
In de gemeente waren er een aantal rijksmonumenten en oorlogsmonumenten, zie:
- Lijst van rijksmonumenten in Rijnwoude
- Lijst van oorlogsmonumenten in Rijnwoude

## Foto's

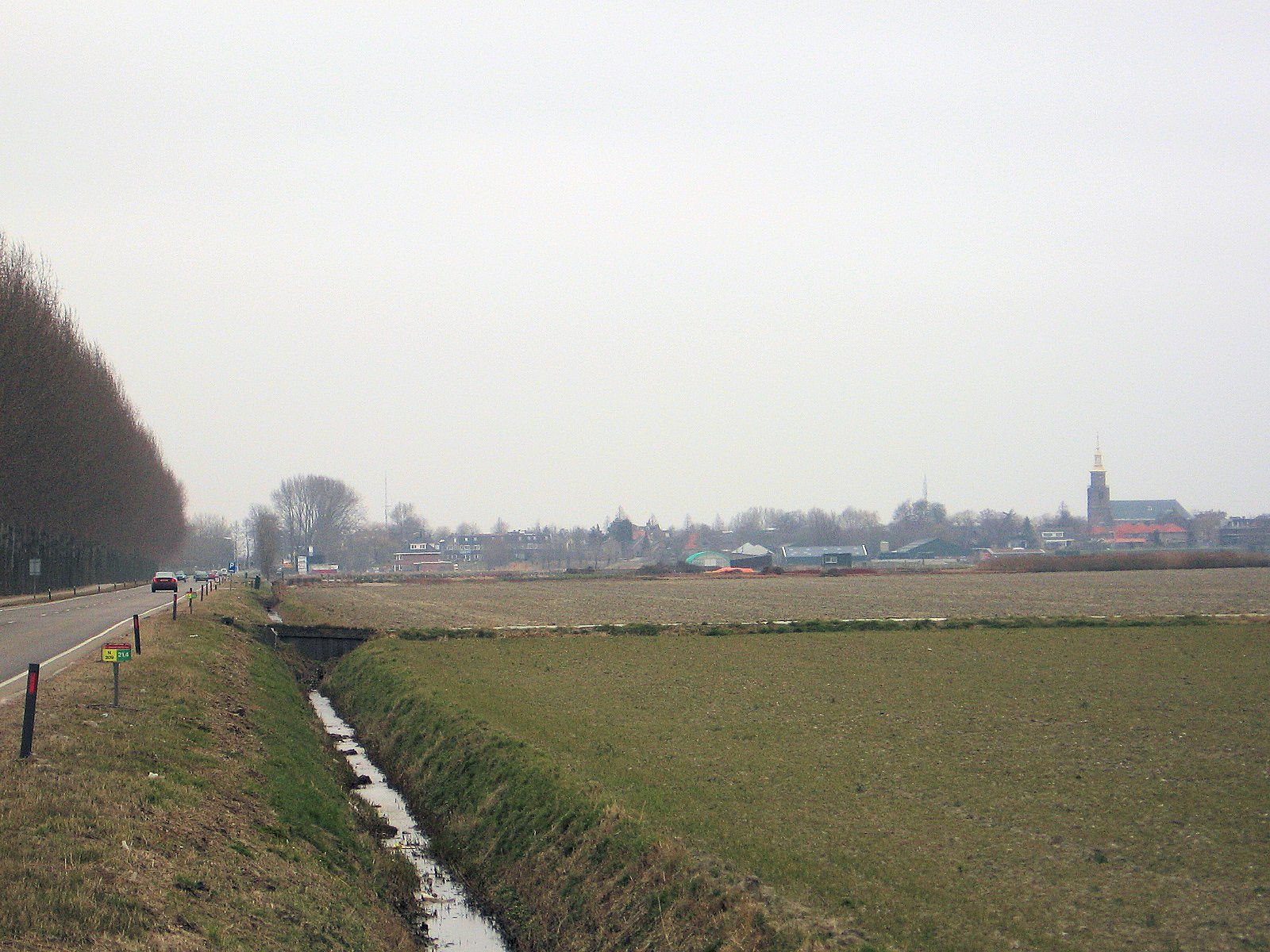
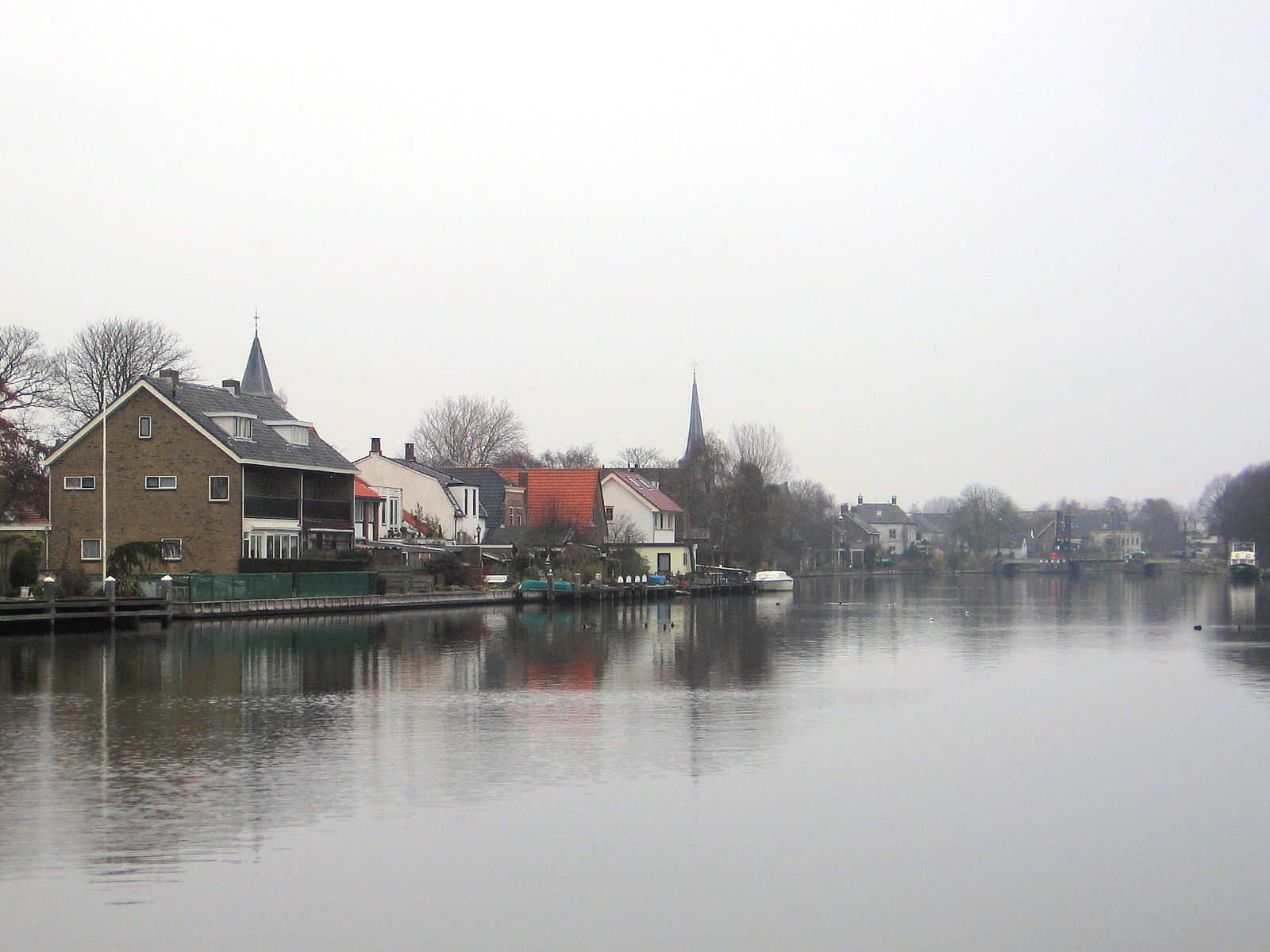
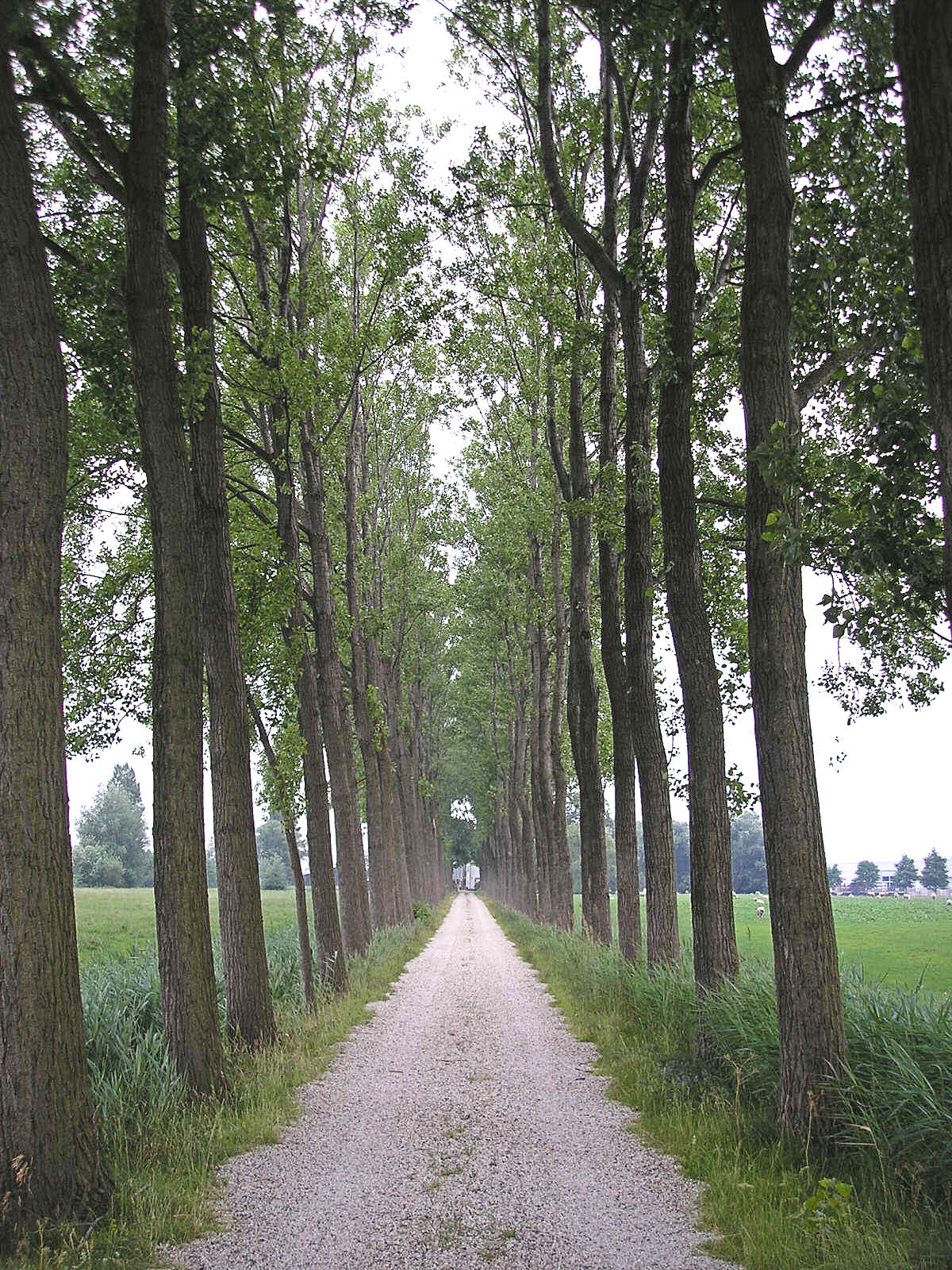
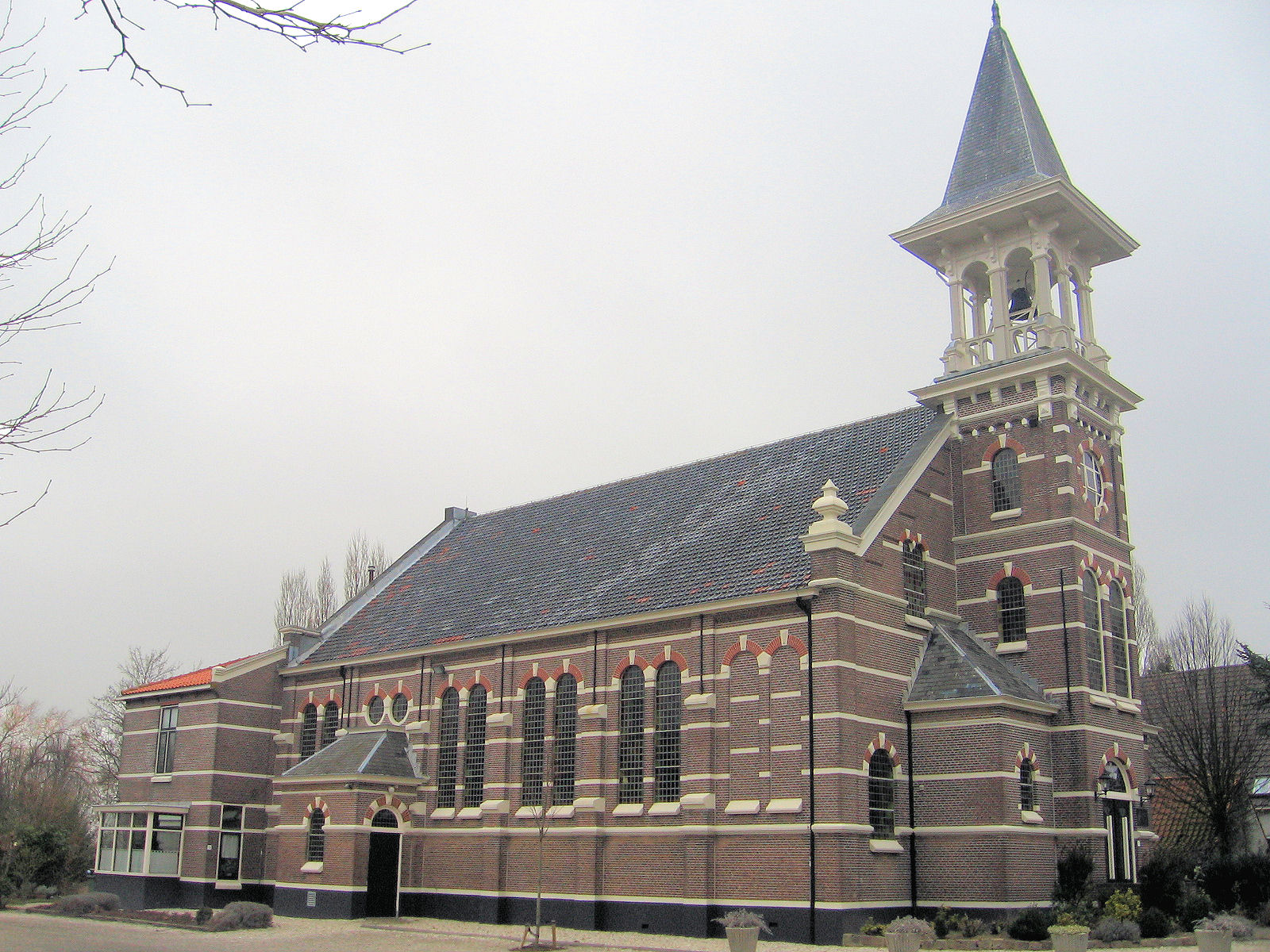
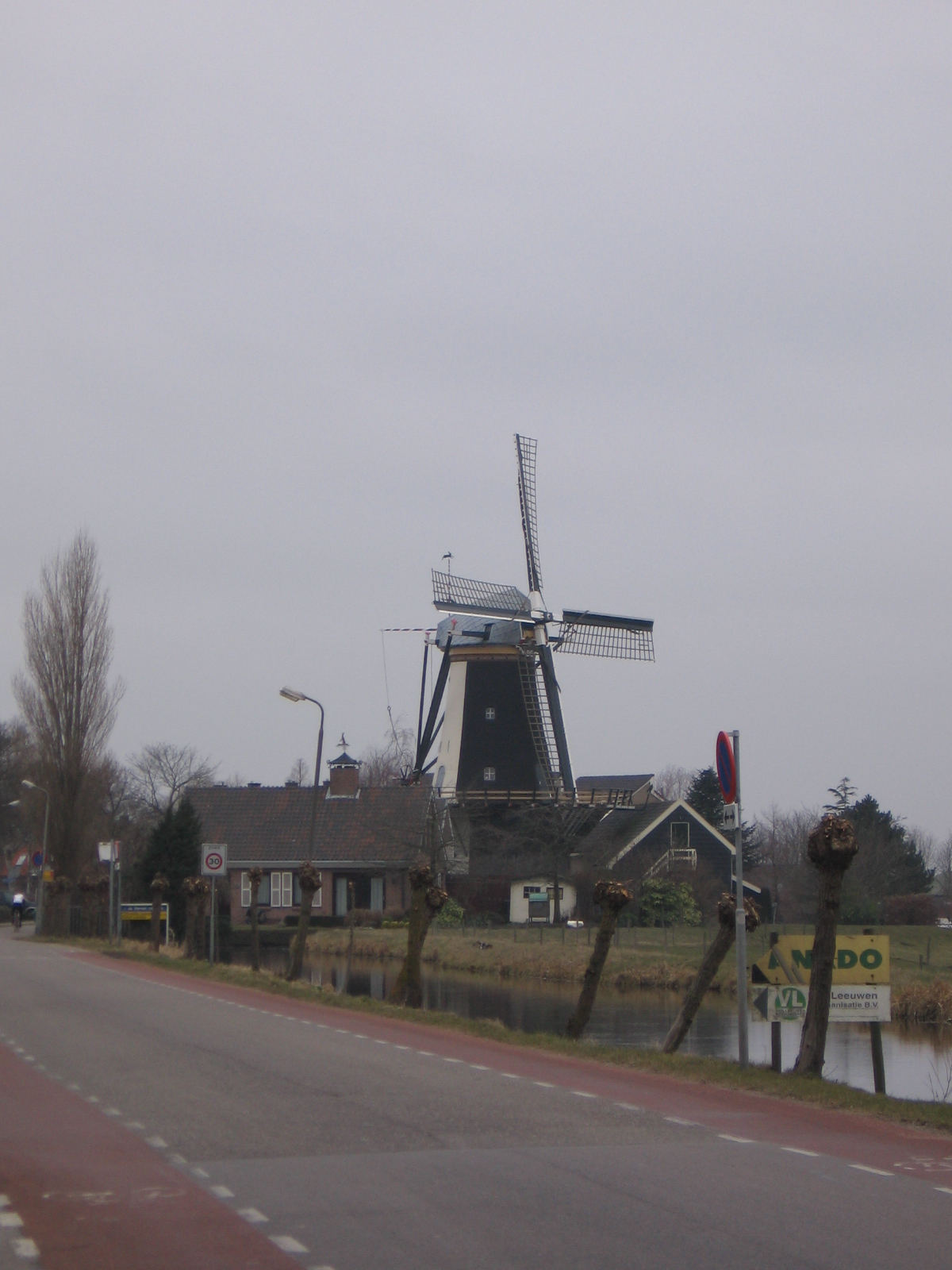
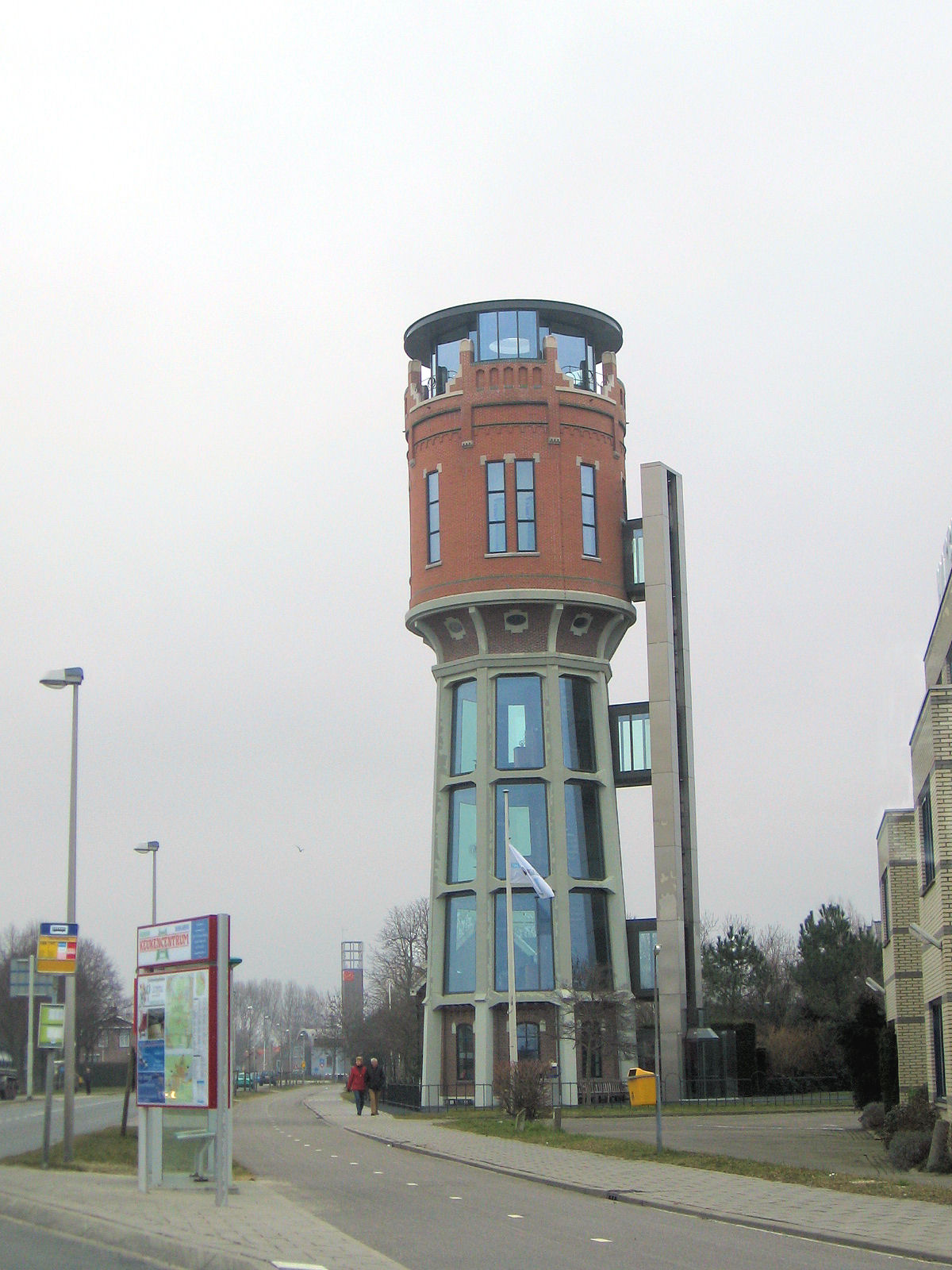
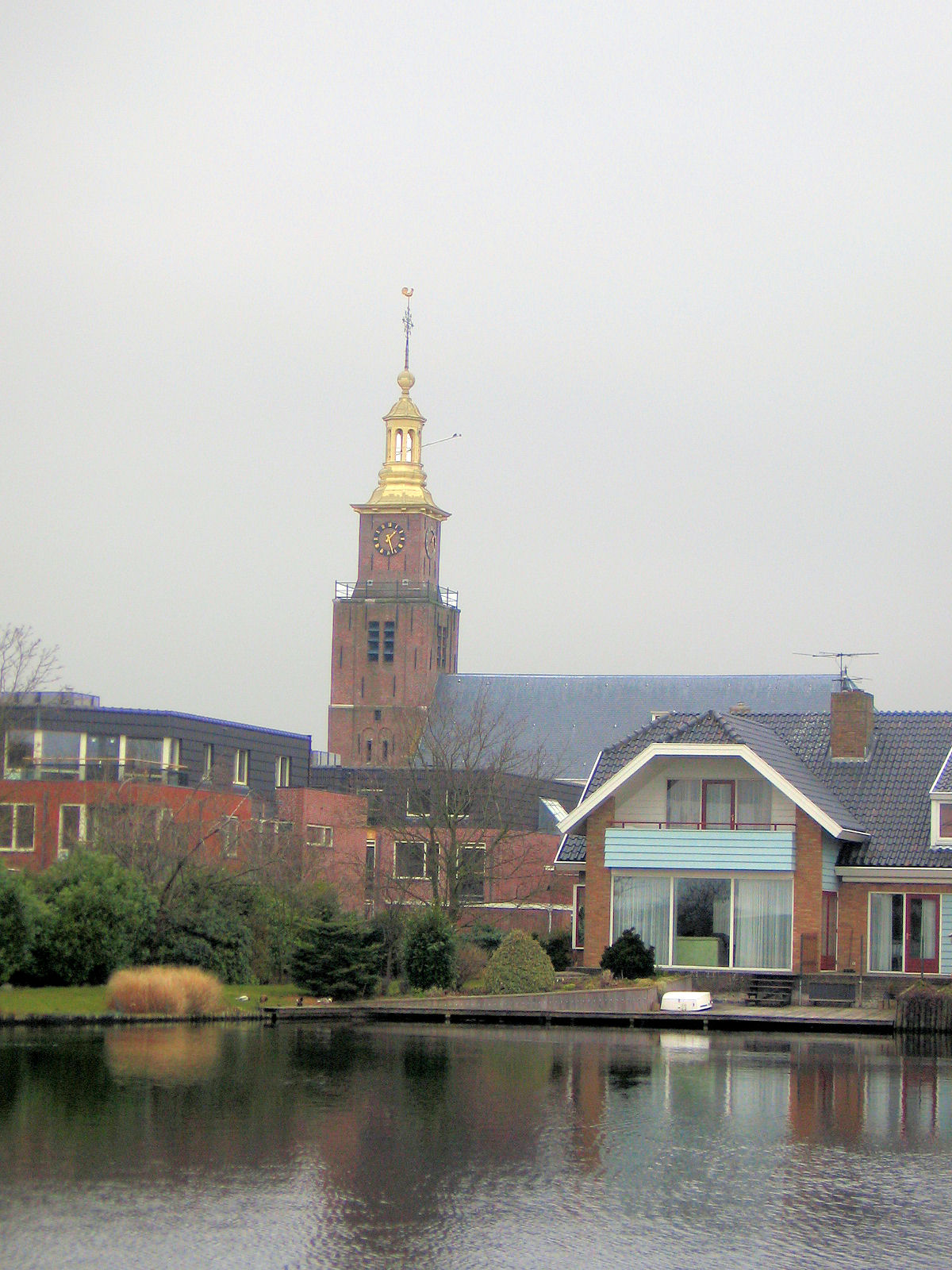
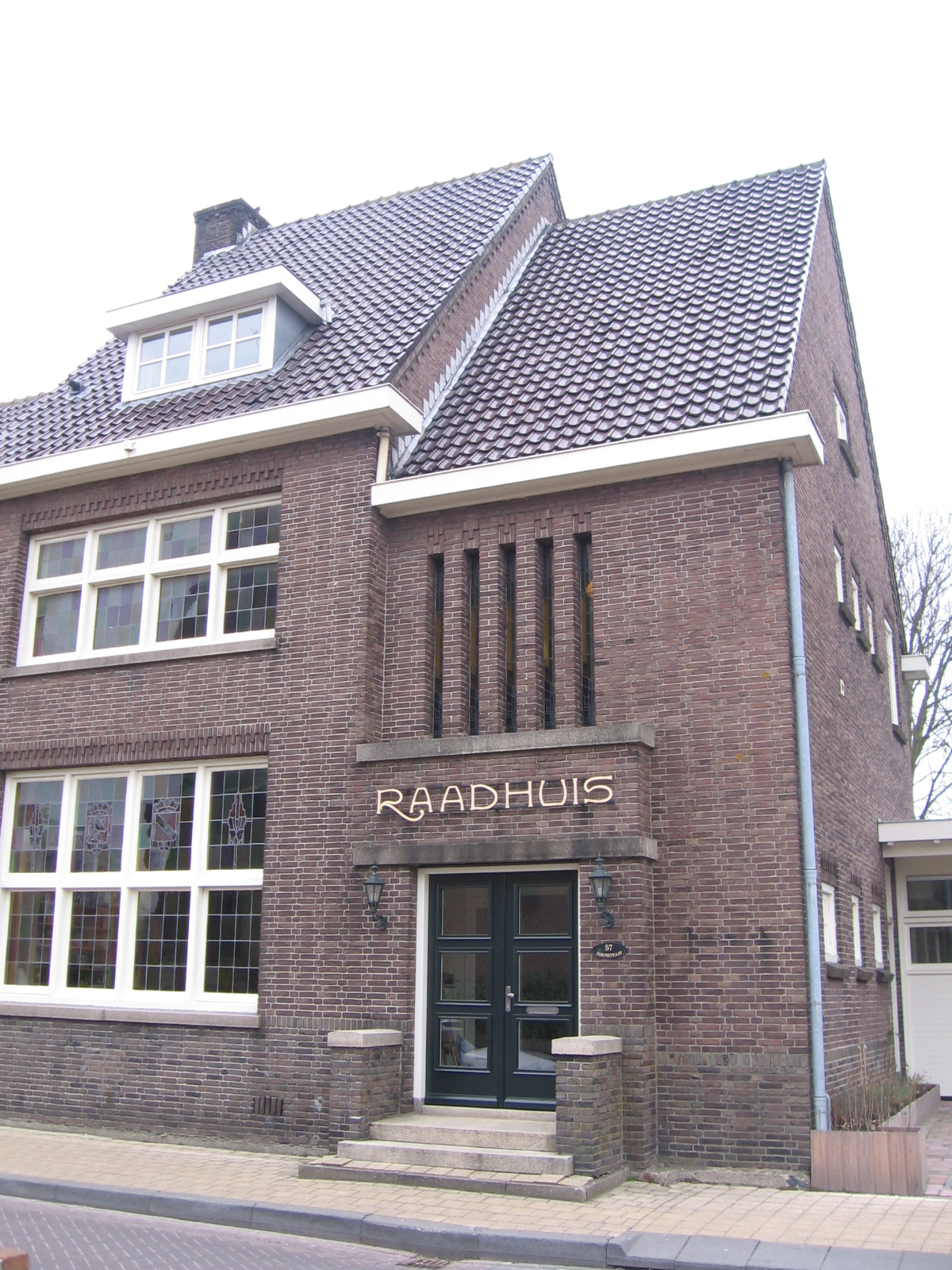